# Basilique Sant'Abbondio
 (mars 2025).
Si vous disposez d'ouvrages ou d'articles de référence ou si vous connaissez des sites web de qualité traitant du thème abordé ici, merci de compléter l'article en donnant les références utiles à sa vérifiabilité et en les liant à la section « Notes et références ».
La basilique  Sant'Abbondio est une église de Côme, en Lombardie, en Italie du Nord.

## Histoire
L'édifice actuel se dresse sur une église préexistante du Ve siècle dédiée aux saints Pierre et Paul, construite par ordre de saint Amantius de Côme (it), troisième évêque de la ville. Érigée à 1 km hors des murs de la cité, elle était destinée à abriter plusieurs reliques des deux saints qu'Amantius avait rapportées de Rome.

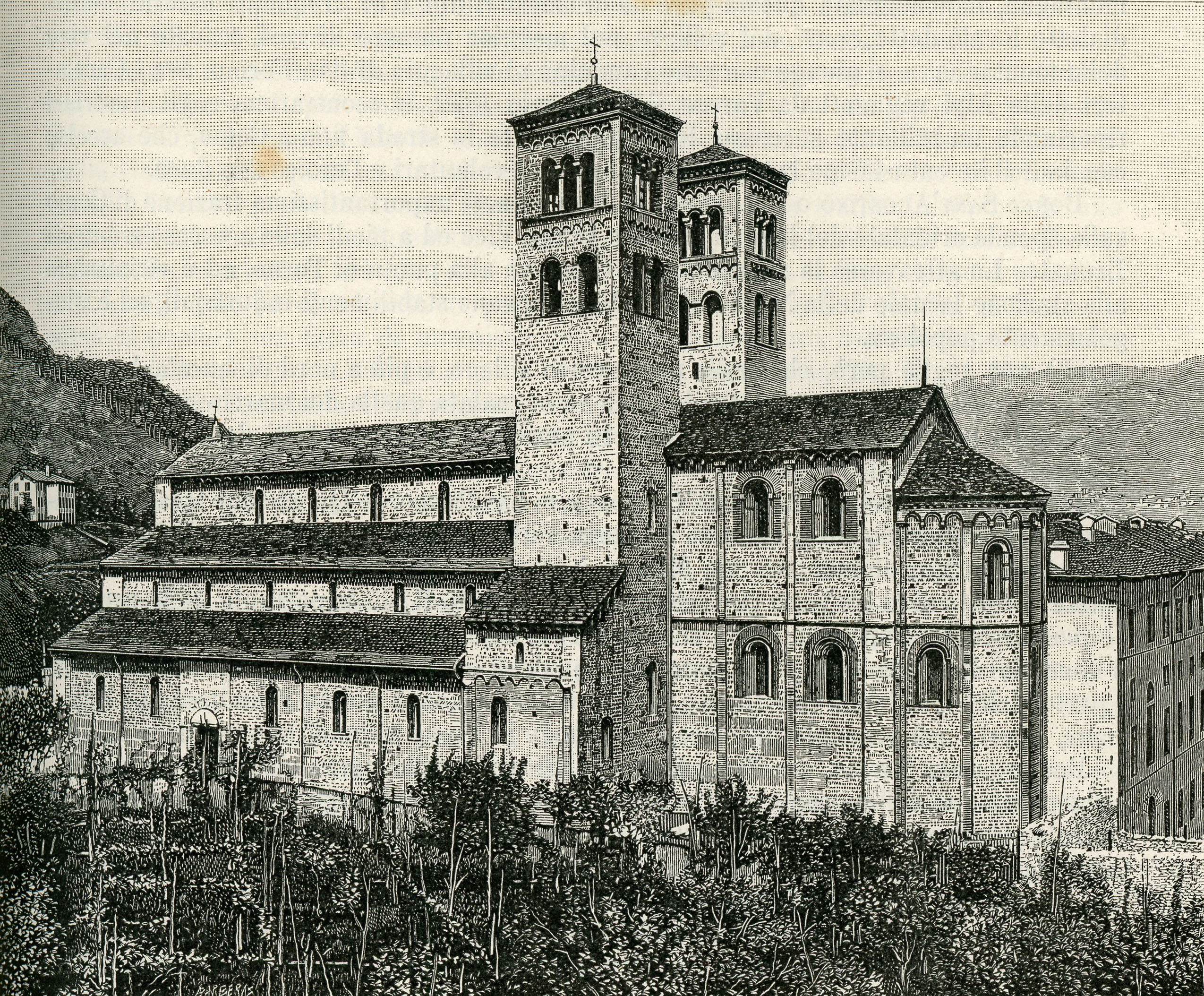
L'église vers 1896, xylographie de Giuseppe Barberis, La patria, geografia dell'Italia.

La basilique était siège épiscopal jusqu'en 1007. Six ans plus tard, l'évêque Albéric transféra son  siège dans les murs. La basilique fut alors confiée aux Bénédictins qui, entre 1050 et 1095, reconstruisirent l'ensemble en style roman. Le nouvel édifice a été dédié au successeur d'Amantius, Abundius de Côme. Les structures de l'église paléochrétienne, découvertes en 1863 lors d'une restauration, sont encore visibles par des traces de marbre dans la chaussée.
La nouvelle basilique a une nef et quatre allées. Elle fut consacrée par le pape Urbain II le 3 juin 1095.
L'église comporte deux campaniles. La façade sobre, précédée d'un porche, a sept ouvertures et un portail. La décoration extérieure des fenêtres du chœur est remarquable ainsi que les bas-reliefs romans et, dans l'abside, le cycle de fresques du XIVe siècle. Sous le maître-autel se trouvent les reliques de saint Abundius.
Le monastère médiéval annexé à l'église, récemment restauré, est devenu le siège de la faculté locale de la jurisprudence.

## Galerie

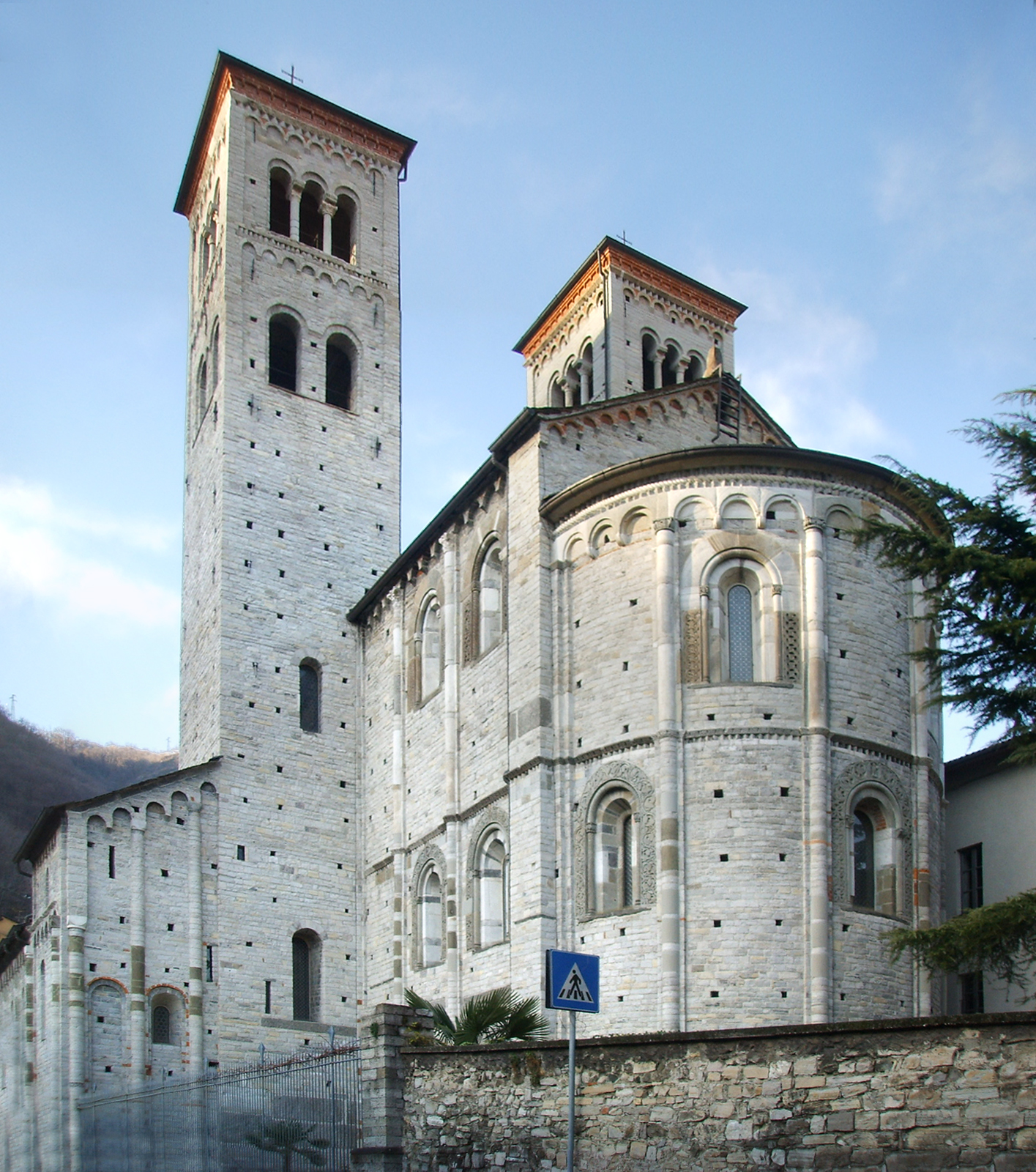
Abside.
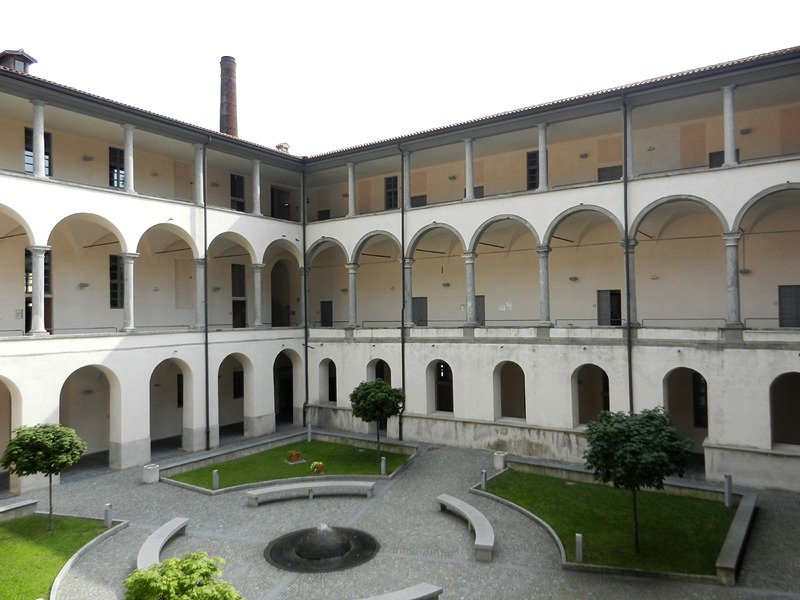
Cloître.
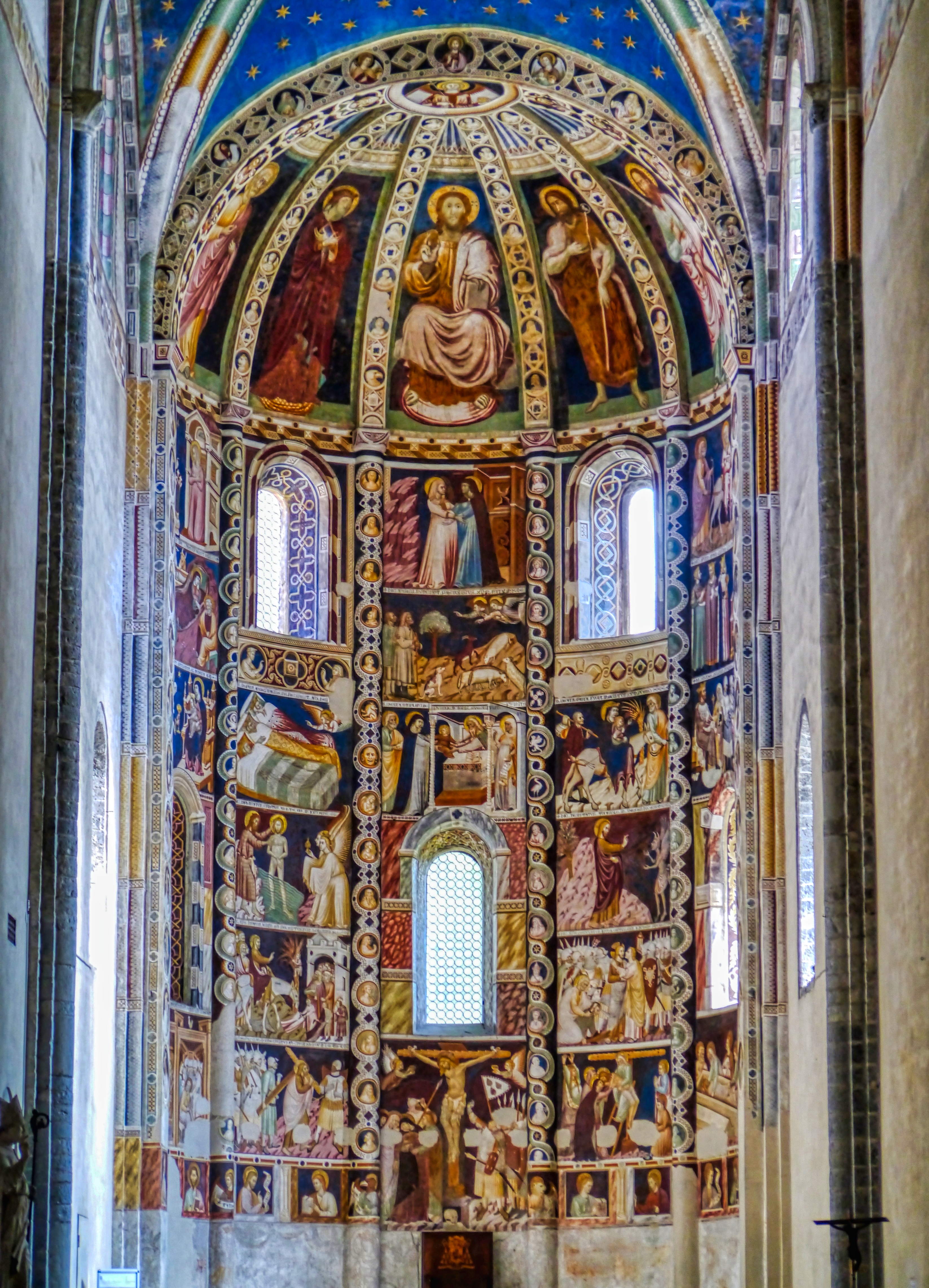
Fresques du chœur.
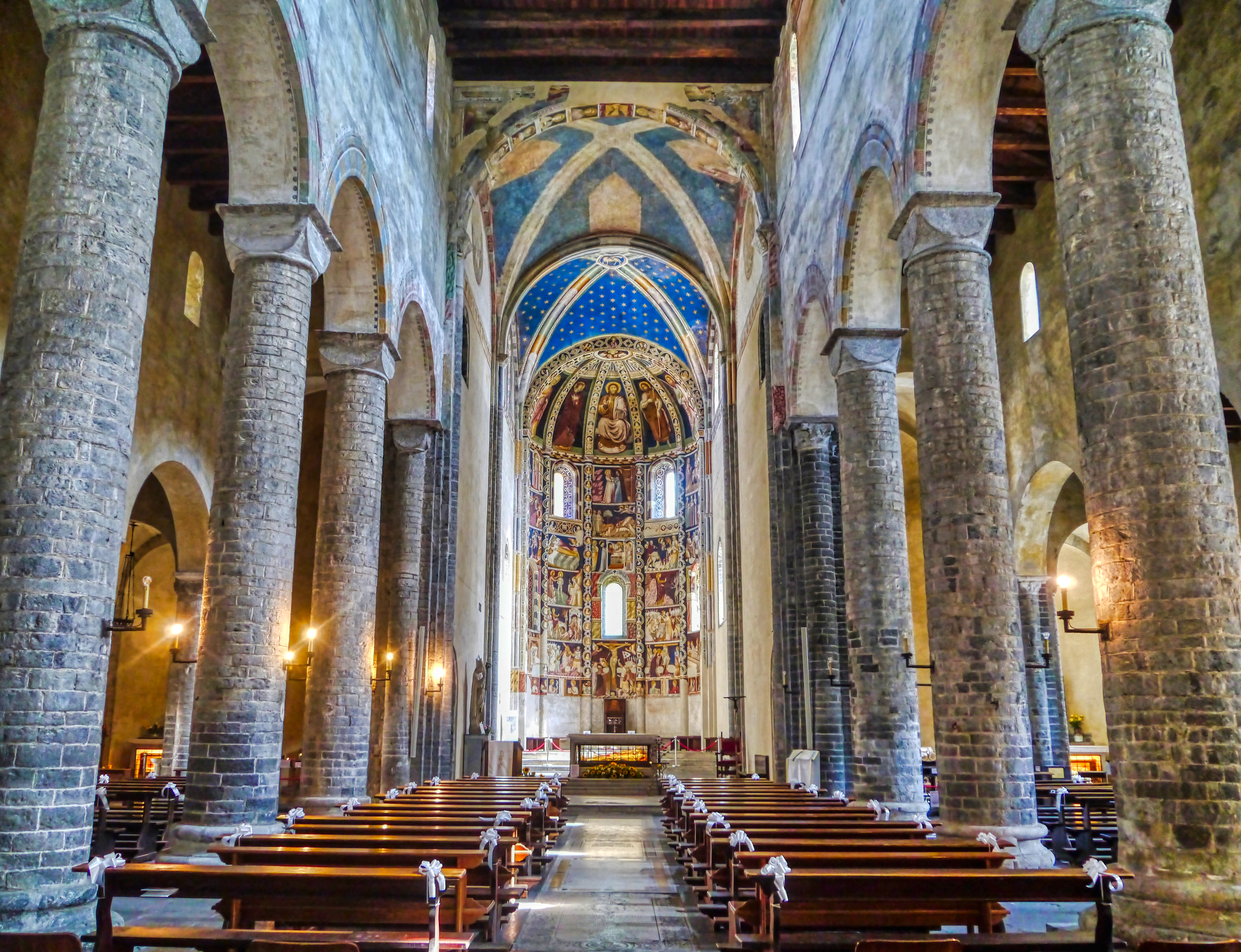
Nef, vers le chœur.
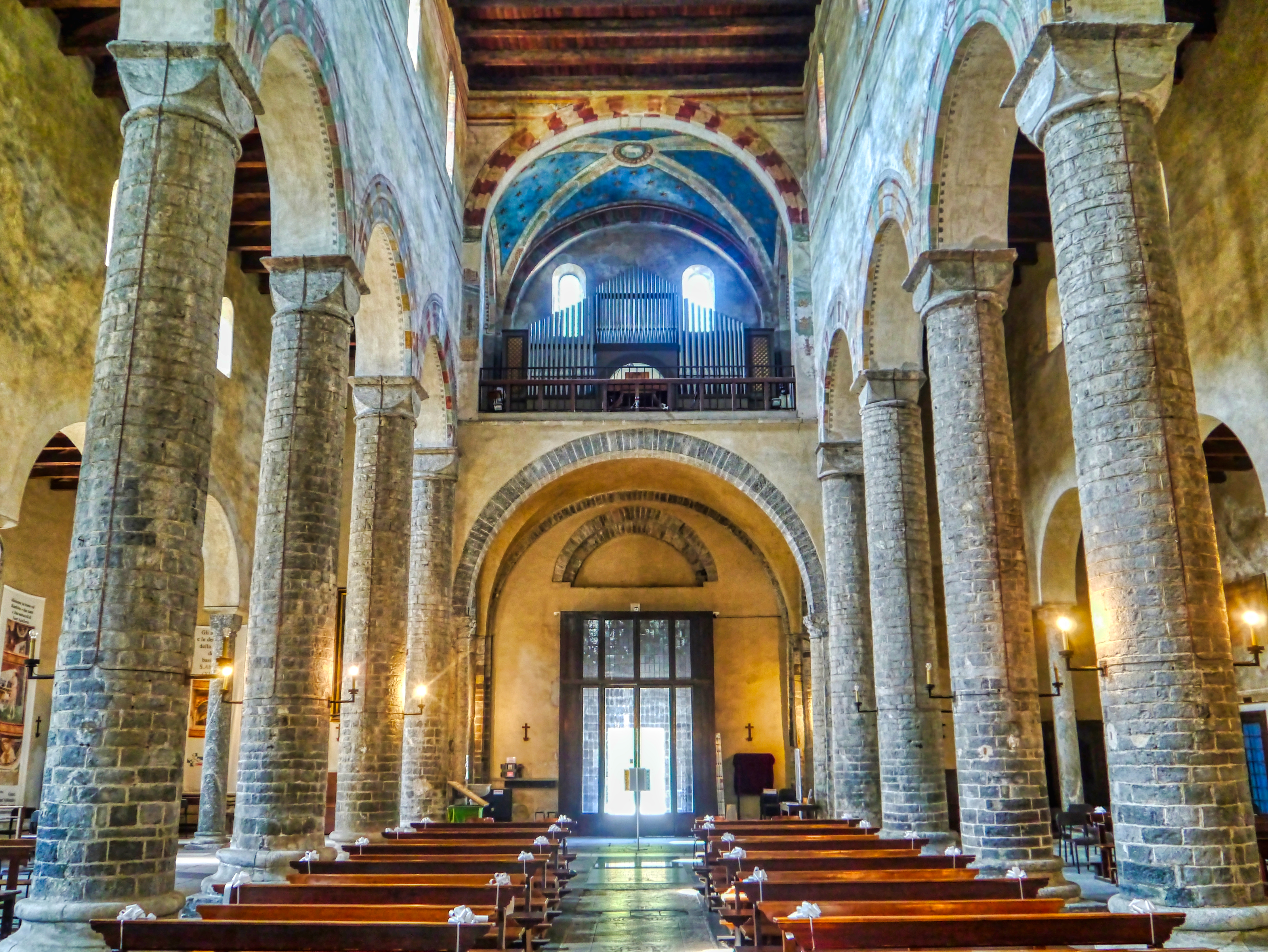
Nef, vers l'orgue.
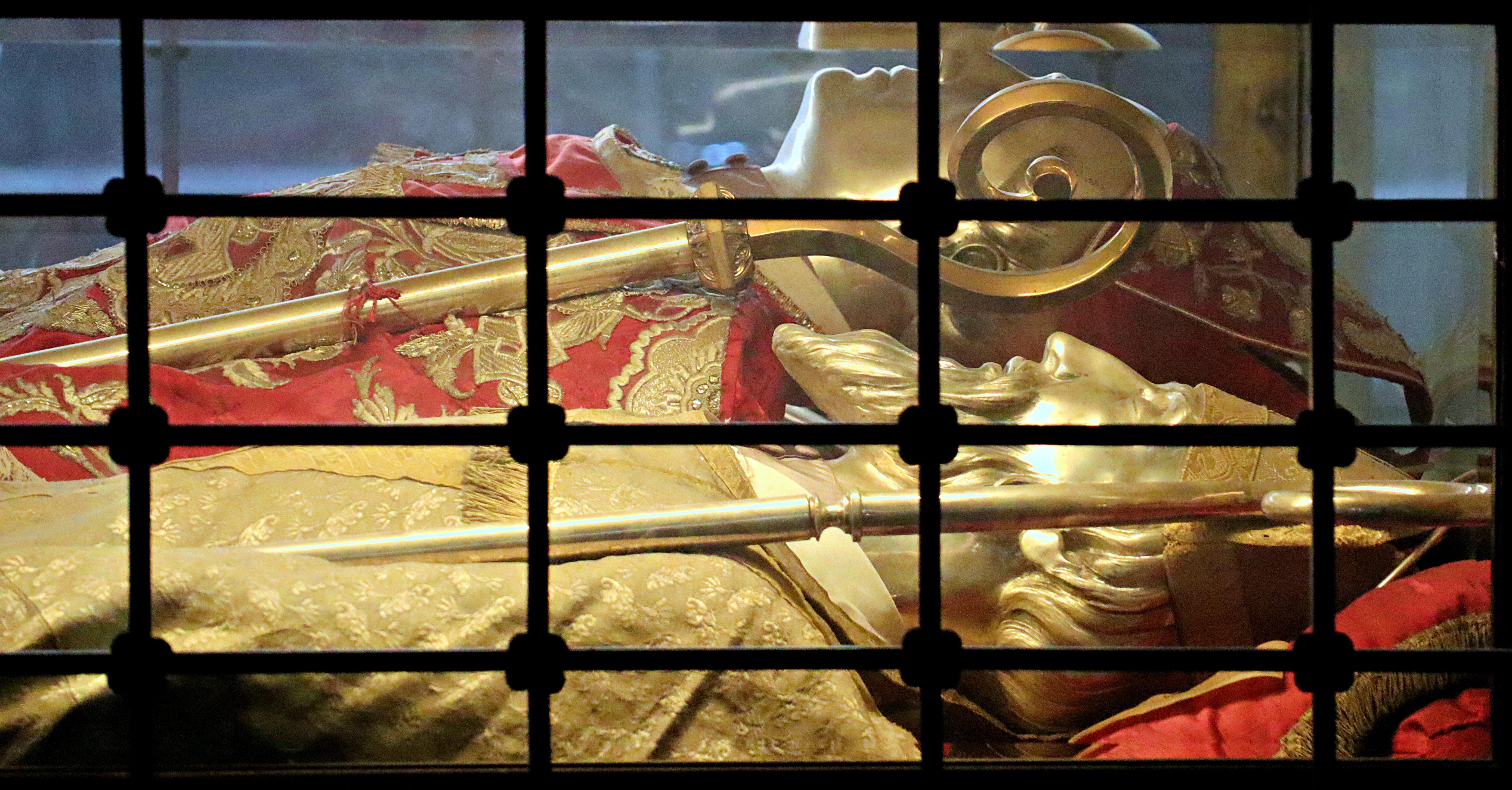
Relique de saint Abundius.